# Acalypha tenuifolia
Acalypha tenuifolia é uma espécie de flor do gênero Acalypha, pertencente à família Euphorbiaceae.